# Lenine Cunha
Lenine Cunha (4 de diciembre de 1982) es un deportista portugués que compitió en atletismo adaptado. Ganó una medalla de bronce en los Juegos Paralímpicos de Londres 2012 en la prueba de salto de longitud (clase F20).

## Palmarés internacional
| Juegos Paralímpicos | Juegos Paralímpicos   | Juegos Paralímpicos | Juegos Paralímpicos   |
| Año                 | Lugar                 | Medalla             | Prueba                |
| ------------------- | --------------------- | ------------------- | --------------------- |
| 2012                | Londres (Reino Unido) | Medalla de bronce   | Salto de longitud F20 |